# Тханджавур (князівство)
Тханджавурське князівство (*तंजावुरचे मराठा राज्य, 1674 —1855 роки) — держава на півострові Індостан, що утворилося в результаті перемоги маратхів над тамільським наякством Тханджавур. У подальшому активно боролася проти Імперії Маратха, Аркотського набобства та Майсуру. У 1799 році визнало протекторат Британської Ост-Індійської компанії. У 1855 році увійшло до складу Британської Індії.

## Історія
Після розпаду у 1646 році Віджаянагарської імперії утворилося Тханджавурське наякство, яке вступило у боротьбу за владу на півдні Індостану з іншими подібними державними утворення, а потім Біджапурським султанатом. Водночас у 1644 році за вірну службу Біджапуру маратхський військовик Шахаджі з роду Бхонсле отримав в джанґір Бангалор. У 1673 році наякство Тханджавур було переможено та підкорено наякством Мадурай. Проте вже у 1674 році Тханджавур знову здобув самостійність. Скориставшись цим Біджапурський султанат втрутився у внутрішні справи Тханджавурського наякства й того ж року біджапурський військовик Венкоджі з роду Бхонсле захопив Тханджавур, відмовившись користися султану й оголосивши себе раджею.
Протягом 1670-х років тривали війни спочатку з Біджапуром, потім магарджею Шиваджі, який намагався підкорити увесь південь Індостану. У 1680 році на нетривалий час Тханджавур визнає зверхність Сатари, але швидко повертає незалежність.
Протягом 1180—1690 років у союзі з найкством Мадурая воював проти майсурського володаря Чікки Девараджи, який прагнув підкорити увесь південь Індостану. Слідом за цим правителі Тханджавуру намагалися чинити спротив Імперії Великих Моголів, проте невдало — зрештою визнали зверхність останньої та зобов'язалися сплачувати данину. 1700—1702 та 1712—1725 роки відзначені війнами з Мадурайським наякством. Тоді було прийнято титул магараджі.
З початку 1730-х років починаються війни з набобством Аркота. В цій боротьбі магараджі Тханджавуру стали спиратися на союз з пешвами Імперії Маратха. Ситуація погрішувалася боротьбою за трон, що тривала в князівстві 1736—1739 років, у яку втрутилися також англійці та французи.
Лише зі сходженням на трон Пратапсінгха центральна влада відновила свою силу. Було укладено союз з Аркотом та Британською Ост-Індійською компанією проти Хайдарабаду і Франції. Війська Тханджавуру воювали проти останніх в усіх Карнатікських війнах протягом 1746—1763 років. У 1762 році визнав зверхність Аркотського набобства при гарантіях Британської Ост-Індійської компанії.
У 1773 році, скориставшись зі слабкості правителів Тханджавуру, Мухаммад Алі-хан Валаджах, набоб Аркоту зумів захопити князівство. Лише у 1776 році влада магараджі була відновлено завдяки втручанню британців. Втім з цього часу залежність Тханджавур від останніх посилюється.
У 1780—1790-х роках розпочинається нова боротьба за трон, якою вміло скористалася Британська Ост-Індійська компанія. Водночас війська майсурського володаря Гайдар Алі у 1780—1781 роках сплюндрували частину князівства. У 1798 році було відновлено на троні магараджу Серфоджі II, який 1799 року визнав протекторат британців. З цього моменту значна частина влади правителя переходить колонізаторам, які контролювали війська та фінанси князівства. Магараджі більші зосереджуються на розкошах, підтримки літератури, науки та мистецтва. У 1855 році після смерті прямих спадкоємців трону, відповідно до Доктрини виморочених володінь князівство Тханджавур було приєднано до Британської Індії.

## Державний устрій
Магараджі князівства були наділені політичну, військову та судову владу. Разом з тим правитель спирався на своєрідну ради міністрів, яка вирішувала основні питання. На її чолі стояв мантрі, що призначався магарджею. Військо очолював далавой. Іноді останній поєднував цивільну та військову владу, обіймаючи посади голови ради міністрів. За фінансові справи відповідав дабір пандіт.
Адміністративне управління сформувалося під впливом Великих Моголів. Усе князівство поділялося на суби (провінції). яких було 5. Останні розділялися на менші області (сімеї), які в свою черги ділилися на сільські райони (маганами).

## Економіка
Основу становило землеробство. Земля переважно належала магараджі, представникам панівного роду, знаті, частково місцевій шляхті. Ремесла практично не були розвинені, торгівля не здійснювалася, її контролювали англійські, голландські та французькі купці (згодом лише англійські). Для збору податків призначалися спеціальні особи мірадарс (або путактдари). Карбувалася власна срібна монета чакрам.

## Культура
Правителі та населення підтримували індуїзм в різних проявах (вайшнаїзм, кришнаїтство, шайваїзм). За рахунок магараджі та знаті зводилися храми індуїстським божествам. Водночас правителі Тханджавур підтримували розвиток мови телугу у противагу тамільській мові. Драматургія переважно була санскритської, оскільки основні тематики п'єс були старовинні міфи та уславлення царів. Поезія переважно була мовою телугу. За правління магараджі Серфоджі II було зведено велику бібліотеку Сарасваті Махал.

## Правителі
- Екоджі I (1674—1684)
- Шахуджі I (1684—1712)
- Серфоджі I (1712—1728)
- Туккоджі (1728—1736)
- Екоджі II (1736—1737)
- Суджана Бай (1737—1738)
- Шахуджі II (1738—1739)
- Пратапсінгх (1737—1763)
- Тулджаджі II (1763—1787)
- Серфоджі II (1787—1793; 1798—1832)
- Рамасвамі Амарасімха (1793—1798)
- Шиваджі (1832—1855)